# Кликач
Кликач (болг. Кликач) — село в Бургасской области Болгарии. Входит в состав общины Карнобат. Находится примерно в 9 км к северо-востоку от центра города Карнобат и примерно в 40 км к северо-западу от центра города Бургас. По данным переписи населения 2011 года, в селе  проживало 767 человек.

## Население
| Год     | 1934 | 1946 | 1956 | 1965 | 1975 | 1985 | 1992 | 2001 | 2011 |
| ------- | ---- | ---- | ---- | ---- | ---- | ---- | ---- | ---- | ---- |
| Жителей | 709  | 713  | 610  | 633  | 746  | 711  | 725  | 742  | 767  |

| Национальность  | Человек | Процент |
| --------------- | ------- | ------- |
| болгары         | 76      | 11,41%  |
| турки           | 508     | 76,28%  |
| другие          | 75      | 11,26%  |
| не определились | 7       | 1,05%   |
| Всего ответов   | 666     |         |

|  |